# MS Westerdam
Le MS Westerdam est un navire de croisière de classe Vista construit pour Holland America Line.  Il porte le nom du point cardinal ouest de la rose des vents.

## Historique

### Conception et lancement
Conçu par les chantiers navals de Ficantieri à Marghera, le MS Westerdam est lancé en 2004 après deux ans de construction. En avril 2017, le navire est revenu chez son constructeur pour une rénovation de plusieurs mois d'où il ressort avec de nouveaux espaces communs et une exposition permanente intitulée Rijksmuseum at Sea.

### Itinéraire habituel
À partir de 2018-2019, le MS Westerdam rejoint l'Asie du Sud-Est pour croiser sur de nouveaux itinéraires autour de la Chine, du Japon et du Vietnam.

### CoronavirusSARS-CoV-2en 2020

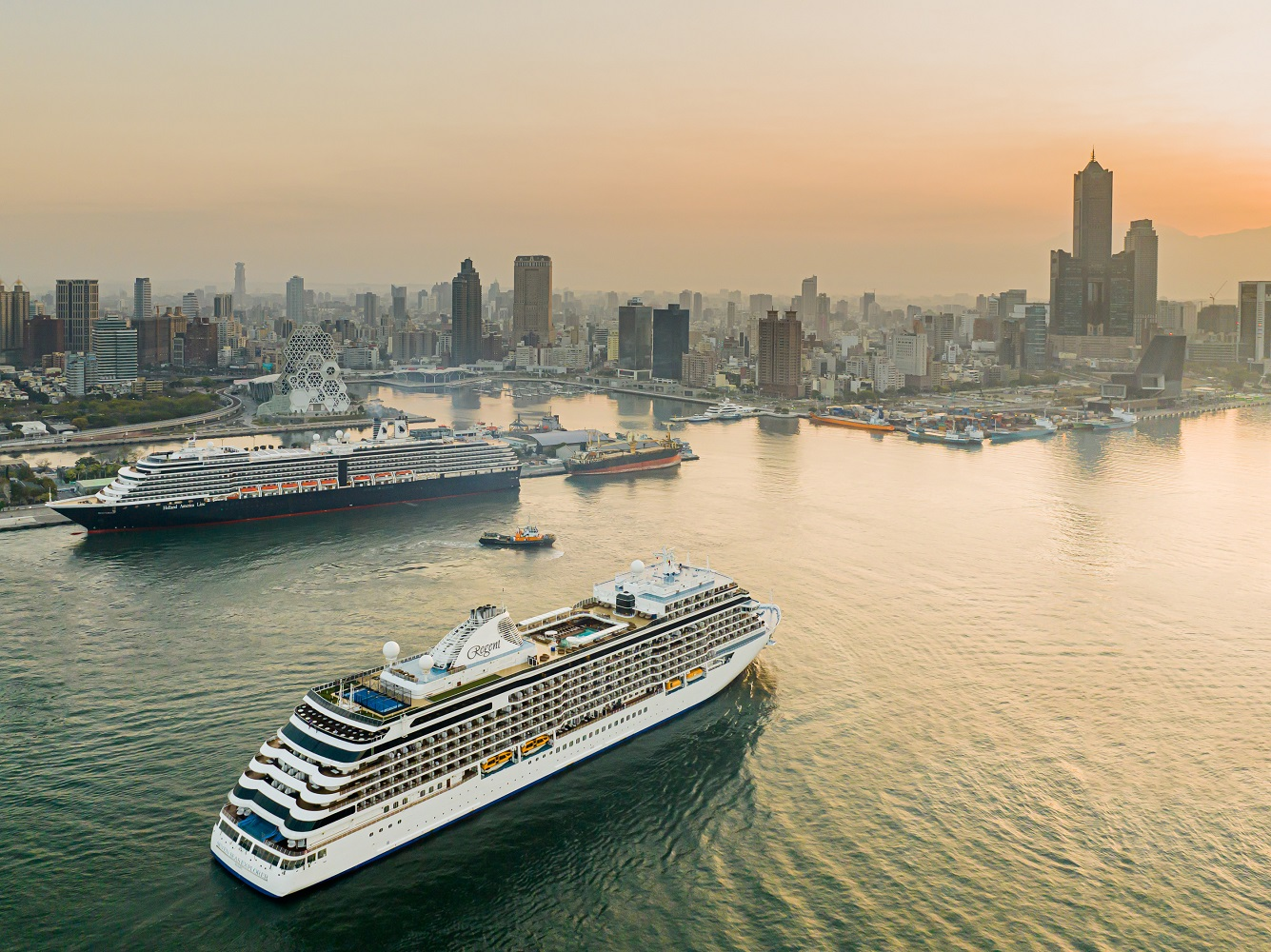
MS Westerdam à Kaohsiung, Taïwan.

En janvier 2020, l'épidémie de COVID-19 sévit déjà en Asie. Le 1er février 2020, le navire de croisière MS Westerdam quitte Hong Kong qui est en alerte à cause de plusieurs dizaines de malades du virus. Le Westerdam qui commence une nouvelle croisière, transporte à son bord 1 455 passagers et 802 membres d'équipage (soit 2 257 personnes). Dans les jours qui suivent, il lui est interdit d'accoster par plusieurs pays qui craignent que certains de ses passagers ne soient infectés par le nouveau coronavirus SARS-CoV-2,. 
Le 6 février 2020, alors que le navire de croisière Diamond Princess a déjà une dizaine de malades touchés par l'épidémie de coronavirus de 2019-2020, 
le Westerdam annonce qu'il n'est pas en quarantaine et recherche un nouveau port de débarquement. Alors qu'il a déjà été refoulé de cinq ports, il annonce que sa prochaine croisière du 15 février (14 jours à Taiwan et au Japon) est annulée à cause d'une situation extraordinaire, le gouvernement japonais lui refusant toute entrée dans ses ports.
Du 7 au 11 février, le navire navigue sur une route entre les côtes du Japon et les côtes de Taïwan dans le but d’accoster à Laem Chabang, en Thaïlande où les passagers devraient débarquer, puis être transférés à Bangkok pour leur voyage de retour. Le 10 février, les 2 257 passagers et membres d'équipage à bord du Westerdam sont soumis à des tests de température qui n'auraient pas révélé de température élevée.
Puis le 12 février 2020, le MS Westerdam se dirige soudain vers Sihanoukville, au Cambodge, où la croisière est censée prendre fin le matin du 13. Il affirme que tous ses passagers à bord sont en bonne santé. Le lendemain, le ministère cambodgien de la Santé annonce que 20 échantillons prélevés à bord du Westerdam auraient tous été confirmés négatifs au coronavirus par le laboratoire Pasteur de Phnom Penh. 
Le 14 février 2020, les autorités cambodgiennes autorisent le Westerdam à commencer le débarquement de ses passagers à Sihanoukville. Au bout de 48 heures, le MS Westerdam annonce rester à port à Sihanoukville avec 236 passagers restants et 747 membres d'équipage à son bord qui attendent des tests secondaires pour confirmation. 
Le lendemain 16, la Malaisie annonce par déclaration du vice-Premier ministre malaisien, le Dr Wan Azizah Wan Ismail, qu'une Américaine de 83 ans a débarqué du navire avec son mari de 85 ans. Puis, ils ont quitté Sihanoukville par des vols charters à destination de Phnom Penh et ont enfin volé avec 144 autres personnes jusqu'à l'aéroport de Kuala Lumpur en Malaisie. 
La passagère est arrivée déjà très malade (en état de malaise). Elle a été testée positive au SARS-CoV-2. Son mari et compagnon de voyage semble toujours négatif. Le couple ne semble pas avoir visité le centre médical du navire pour signaler des symptômes de maladie.

Le Dr Wan Azizah Wan Ismail craint que d'autres passagers débarqués du navire, ainsi que ceux du vol spécial affrété par la croisière, ne soient eux aussi infectés.
Spécialiste des maladies infectieuses à l’université Vanderbilt dans le Tennessee, le Docteur William Schaffner affirme que « Nous avons anticipé « des pépins ». Mais je dois vous dire que nous n'avons pas anticipé cette magnitude ! … »
Selon des experts interrogés par le New York Times, la meilleure solution avec 1 000 à 2 000 passagers potentiellement infectés retournant dans leurs pays, serait de les identifier en urgence, de les mettre en quarantaine et après enquêtes, de retrouver pour faire des tests toutes les personnes qu'ils ont rencontrées depuis.
Le 17 février 2020, alors qu'un premier lot de 406 tests ont tous été négatifs (sauf un) les fonctionnaires du ministère cambodgien de la Santé sont à bord du MS Westerdam pour plusieurs jours afin de terminer les tests de COVID-19 sur le millier de personnes restant en quarantaine à son bord. Mais en réalité, la période d'incubation du virus pouvant durer 14 jours sans symptôme, c'est à la fin du mois de février que tous doutes seront levés sur d'éventuelles autres contaminations par les passagers du MS Westerdam.
Le 19 février 2020, grâce à une nouvelle autorisation rapide de rentrer chez eux donné par le Cambodge aux passagers restants du navire MS Westerdam, les 233 derniers passagers quittent le navire dès ce mercredi avec un certificat de test négatif en poche. Pendant que Hong Kong annonce son second mort, que le Diamond Princess dénombre 621 contaminés et que plusieurs centaines de membres d'équipage du Westerdam restent à quai à Sihanoukville pour être testés, les derniers voyageurs se dirigent vers Phnom Penh en autocar pour rentrer dans leur pays d'origine.

## Caractéristiques

### Ponts
Le Westerdam dispose de 11 ponts :
- pont 1 : Main
- pont 2 : Lower Promenade
- pont 3 : Promenade
- pont 4 : Upper Promenade
- pont 5 : Verandah
- pont 6 : Upper Verandah
- pont 7 : Rotterdam
- pont 8 : Navigation
- pont 9 : Lido
- pont 10 : Observation
- pont 11 : Sport